# Dunmore (Pensilvania)
Dunmore es un borough ubicado en el condado de Lackawanna en el estado estadounidense de Pensilvania. En el año 2000 tenía una población de 14,018 habitantes y una densidad poblacional de 619 personas por km².

## Geografía
Dunmore se encuentra ubicado en las coordenadas 41°25′3″N 75°37′28″O / 41.41750, -75.62444.

## Demografía
Según la Oficina del Censo en 2000 los ingresos medios por hogar en la localidad eran de $33,280 y los ingresos medios por familia eran $43,354. Los hombres tenían unos ingresos medios de $32,855 frente a los $24,167 para las mujeres. La renta per cápita para la localidad era de $19,851. Alrededor del 10.5% de la población estaba por debajo del umbral de pobreza.